# Carrer d'Alfons el Magnànim
El carrer d'Alfons el Magnànim és una via urbana de la Ciutat de Mallorca que va de la plaça d'Abū Yahyà a la Via de Cintura. És el nom que rep per dins Palma la carretera de Sóller. Fins a l'any 2009 s'anomenava calle del Capitán Salom, any en què, en virtut del compliment de la Llei de Memòria Històrica, va baratar el nom antic per l'actual.
Un petit bocí, fins al carrer de Son Ferragut, fou projectat per Bernat Calvet i Girona en el seu projecte d'eixamplament de Palma, mentre que la resta fou urbanitzat a partir de 1943 seguint el Pla Alomar.